# Indywidualne Mistrzostwa Świata w Long Tracku 1979
Indywidualne Mistrzostwa Świata na długim torze 1979

## Wyniki
- 9 września 1979 r. (niedziela),  Mariańskie Łaźnie

| Msc. | Zawodnik           | Kraj            | Pkt |  |  |
| ---- | ------------------ | --------------- | --- |  |  |
| 1    | Alois Wiesböck     | RFN             | 21  |  |  |
| 2    | Anders Michanek    | Szwecja         | 20  |  |  |
| 3    | Ole Olsen          | Dania           | 19  |  |  |
| 4    | Jiří Štancl        | Czechosłowacja  | 17  |  |  |
| 5    | Georg Hack         | RFN             | 16  |  |  |
| 6    | Karl Maier         | RFN             | 13  |  |  |
| 7    | Egon Müller        | RFN             | 12  |  |  |
| 8    | Kristian Præstbro  | Dania           | 11  |  |  |
| 9    | Michael Lee        | Wielka Brytania | 9   |  |  |
| 10   | Aleš Dryml         | Czechosłowacja  | 8   |  |  |
| 11   | Ivan Mauger        | Nowa Zelandia   | 8   |  |  |
| 12   | Peter Collins      | Wielka Brytania | 7   |  |  |
| 13   | Christoph Betzl    | RFN             | 6   |  |  |
| 14   | Wilhelm Duden      | RFN             | 6   |  |  |
| 15   | Alf Busk           | Dania           | 3   |  |  |
| 16   | Zdeněk Kudrna      | Czechosłowacja  | 2   |  |  |
| 17   | Francesco Biginato | Włochy          | 1   |  |  |
| 18   | Walter Grubmüller  | Austria         | 1   |  |  |